# Comédie Caumartin
La Comédie Caumartin és un teatre de París ubicat en el número 25 del carrer Caumartin, en el 9è districte i amb capacitat per a 390 espectadors.
El 1901 la sala obre amb el nom de "Comédie-Royale" i es dedica a l'humor i en particular a les obres de bulevard El 1923, René Rocher li dona el seu nom actual. La sala és coneguda per haver llançat i allotjat de 1960 a 1980, l'obra Boeing-Boeing de Marc Camoletti, representada a gairebé a tot el món.